# Lasionycta impingens
Lasionycta impingens es una especie de mariposa nocturna de la familia Noctuidae. Habita en Norteamérica, desde el sur del Yukón, hasta Colorado.
Es diurna. Los adultos son comunes en la tundra alpina. Se alimenta de néctar de una especie de Penstemon en la meseta de Beartooth, Montana, así como de Mertensia paniculata y Senecio, probablemente Senecio lugens en Pink Mountain, Columbia Británica.
Los adultos vuelan en julio y agosto.

## Subespecies

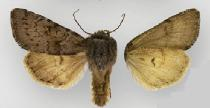
Lasionycta impingens curta

- Lasionycta impingens impingens (desde el sur del Yukón hacia el sur en las Montañas Rocosas hasta el sur de Columbia Británica y Alberta, y en el suroeste de Columbia Británica en Pavilion, al norte de Lillooet)

- Lasionycta impingens curta (en las Montañas Rocosas, desde el sur de Montana hasta Colorado)

- Datos: Q6493425
- Multimedia: Lasionycta impingens / Q6493425
- Especies: Lasionycta impingens